# Русские княжества по алфавиту
Русские княжества по алфавиту.
- Андожское княжество (ок. 1385—1430). Столица неизвестна.
- Барятинское княжество (ок. 1450—1504/9). Столица — Барятин (ныне Барятино).
- Белгородское княжество (ок. 1149—1205). Столица — Белгород-Рязанский.
- Белгородское княжество. Столица — Белгород (ныне село Белогородка). + Категория:Князья белгородские
- Белёвское княжество (1468—1558). Столица — Белёв. 1487 → ВКМ (удел до 1558 г).
- Белозерское княжество (1238—1486). Столица — Белоозеро (ныне Белозерск), с 1432 Верея. + Категория:Князья белозерские
- Белосельское княжество (ок. 1385—1470). Столица — Белое Село.
- Белзское княжество (1170—1269). Червонная Русь (Галиция). Столица — Белз.
- Богуславское княжество. Столица — Богуславль.
- Болховское княжество (сер. 14 в. — 1406). Столица — Болхов.
- Болоховская земля (Болховские княжества) (?— ?1240-е).
- Борисовское княжество (ок. 1101—1245). Столица — Борисов.
- Бохтюжское княжество (1364—1434).
- Брестское княжество (ок. 1087—1444). Берестейская земля (Подляшье, изначально область Киевского княжества). Столица — Берестье (ныне Брест).
- Брянское княжество (ок. 1240—1430). Столица — Брянск (Дебрянск).
- Вадбольское княжество (ок. 1410—1450). Столица неизвестна.
- Васильевское княжество. Столица — Васильев.
- Верейское княжество (1432—1486). Столица — Верея.
- Верховские княжества — восток Черниговской земли.
- Витебское княжество (1101—1320/1392). Столица Видбеск — (Витебск).
- Владимиро-Волынское княжество (ок. 990—1452). Столица — Владимир-Волынский. + Категория:Князья волынские
- Владимиро-Суздальское княжество (1125—1362). Столицы: Ростов, Суздаль, с 1157 Владимир на Клязьме. С 1169 великое княжество.
- Волковыйское княжество (ок. 1245—1260-е). Столица — Волковыйск (Волковыск).
- Волконское княжество (ок. 1270—1470). Столица — Волкона (Волоконеск).
- Вологодское княжество (1433—1481). Столица — Вологда.
- Волоцкое княжество (1408—1410, 1462—1513). Столица — Волок Ламский (ныне Волоколамск).
- Воргольское княжество. Столица — Воргол (ныне село Нижний Вогрол).
- Воротынское княжество (ок. 1455—1573). Столица — Воротынск (Воротынеск). 1493 → Великое княжество Московское (на правах удела до 1573 г).
- Вщижское княжество (1156—1240). Столица — Вщиж.
- Вышгородское княжество (1077—1210). Столица — Вышгород.
- Вяземское княжество (1190—1403/1494). Столица — Вязьма. → ВКЛ.
- Галицко-Волынское княжество
- Галицкое княжество (1084—1352). Столица — Галич Южный, с 1290 Львов. + Категория:Князья галицкие
- Галич-Мерьское княжество (1246—1453). Столица — Галич Мерский.
- Глуховское княжество (ок. 1246—1407). Столица — Глухов.
- Голибесовское княжество (ок. 1410—1510). Столица — село Троицкое.
- Гомельское княжество (? — ?). Столица — Гомий (Гомель).
- Городенское княжество (1127—1260-е /1365, 1425—1435). Столица — Городен (ныне Гродно).
- Городецкое княжество (1264—1403). Столица — Городец.
- Городец-Остёрское княжество. Столица — Городец-Остёрский (Остёр).
- Дмитровское княжество (1238—1569). Столица — Дмитров.
- Дорогобужское княжество (Волынь) (ок. 1085—1227). Столица — Дорогобуж.
- Дорогобужское княжество (Смоленск) (ок. 1343—1505). Столица — Дорогобуж. 1403 → ВКЛ.
- Друцкое княжество (ок. 1150—1326/1508). Столица — Дрютеск (Друцк).
- Друцко-Подберезское княжество (ок. 1320—1460). Столица неизвестна.
- Дубровицкое княжество (? (не позднее 1236) — ?). Столица — Дубровица.
- Елецкое княжество (ок. 1370—1483). Столица — Елец.
- Герсикское княжество (? — ?). Столица — Ерсика (Герцике).
- Заозерское княжество (ок. 1420—1452). Столица неизвестна.
- Звенигородское княжество (1331—1492). Столица — Звенигород. + Категория:Князья звенигородские (московского удела)
- Звенигородское княжество (удел Карачевского) (ок. 1340—1504). Столица — Звенигород-на-Оке. + Категория:Князья звенигородские (карачевского удела)
- Звенигородское княжество (удел Галицкого) (ок. 1123—1211). Столица — Звенигород + Категория:Князья звенигородские (галицкого удела)
- Зубцовское княжество (1318—1460). Столица — Зубцов.
- Изяславское княжество (Волынь) (? — ?). Столица — Изяслав (город).
- Изяславское княжество (ок. 1101—1245). Столица — Заславль.
- Калужское княжество (1505—1518). Столица — Калуга.
- Карачевское княжество (ок. 1246—1360). Столица — Карачев.
- Карголомское княжество (ок. 1375—1430). Столица — Карголом.
- Кашинское княжество (1318—1426). Столица — Кашин.
- Кемское княжество (ок. 1375—1430). Столица — село Кемь.
- Киевское княжество (1132—1471). Столица — Киев.
- Клецкое княжество (ок. 1250—1521). Столица — Клецк (Клеческ).
- Клинское княжество (1318—1486). Столица — Клин. + Категория:Князья дорогобужские
- Кобринское княжество (1366—1529). Столица — Кобрин. Литовский удел в 1366—1490, польский удел в 1490—1529.
- Козельское княжество (ок. 1235—1445). Столица — Козельск.
- Козловское княжество (? — ?). Столица — Козлов.
- Коломенское княжество (ок. 1165—1301). Столица — Коломна.
- Конинское княжество (? — ?). Столица — Конин (Спас-Конино).
- Корсунское княжество. Столица — Корсунь.
- Костромское княжество (1246—1303). Столица — Кострома.
- Котельническое княжество.
- Красненское княжество. Столица — Красный.
- Кременецкое княжество (? — ?). Столица — Кременец.
- Кривоборское княжество (ок. 1440—1470). Столица — Кривой Бор.
- Кубенское княжество
- Курбское княжество (ок. 1425—1455). Столица — село Курба.
- Курское княжество (ок. 1095—1270). Столица — Курск (Куреск). + Категория:Князья курские
- Кукейносское княжество (? — ?). Столица — Кукейнос (ныне Кокнесе).
- Липецкое княжество (ок. 1283-??). Столица неизвестна.
- Логожское княжество (ок. 1150—1245). Столица — Логожск (Логойск).
- Лукомское княжество (1178—XVI век). Столица — Лукомль.
- Луцкое княжество (1099, 1125—1320). Столица — Луцк (Луческ). + Категория:Князья луцкие
- Льяловское княжество (ок. 1440—1460).
- Любутское княжество (ок. 1235—1445). Столица — Любутск (Любутеск).
- Мезецкое княжество (ок. 1360—1504). Столица — Мезецк (Мезческ, ныне Мещовск). 1493 → ВКМ.
- Микулинское княжество (1339—1485). Столица — Микулин.
- Минское княжество (ок. 1101—1326/1407). Столица — Меньск (Минск).
- Можайское княжество (1279—1303). Столица — Можайск. → ВКМ (удельное княжество 1389—1492).
- Можайское княжество (1389—1492) — см. Смоленская земля.
- Моложское княжество (ок. 1325—1450). Столица — Молога.
- Мосальское княжество (ок. 1350—1494). Столица — Мосальск (Масальск). 1500 → ВКМ.
- Московское великое княжество (1276—1547). Столица — Москва.
- Мстиславское княжество (ок. 1370—1529). Столица — Мстиславль.
- Муромское княжество (989—1393). Столица — Муром. → ВКМ
- Мышегодское княжество (ок. 1270—1488). Столица — Мышегда (Мышаха).
- Нижегородское княжество.
- Новгород-Северское княжество (ок. 1096—1494). Столица — Новгород-Северский. + Категория:Князья новгород-северские
- Новгородская земля (X в.—1478). Столица — Новгород (Господин Великий Новгород).
- Новленское княжество (ок. 1400—1470). Столица — село Новлено.
- Новогрудское княжество (ок. 1245—1260-е /1431). Столица — Новгородок (Новогрудок). — Изначальное владение Миндовга, вокруг которого он стал собирать ВКЛ.
- Новосильское княжество (сер. XIII в. — 1425). Столица — Новосиль. → ВКМ (не позже 1494).
- Оболенское княжество (ок. 1270—1494). Столица — Оболенск (Оболенеск). → ВКМ 1362—1389.
- Овручское княжество. Столица — Вручий (Овруч).
- Одоевское княжество (1376—1407). Столица — Одоев. → ВКМ 1474 (на правах удела до 1547 г).
- Палецкое княжество (ок. 1390—1470). Столица — Палех.
- Перемышльское княжество (удел Серпуховского). Столица — Перемышль Московский.
- Перемышльское княжество (удел Карачевского) (14-16 вв.) — центр Перемышль (на Оке). → ВКМ 1487.
- Перемышльское княжество (удел Галицко-Волынского) (1085—1269). Столица — Перемышль (ныне Пшемысль).
- Пересопницкое княжество (1146—1238). Столица — Пересопница.
- Переяславское княжество (1054—1239). Столица — Переяславль Южный (Русский) (ныне Переяслав).
- Переяславско-залесское княжество (1175—1302). Столица — Переяславль (ныне Переславль-Залесский). + Категория:Князья переяславские
- Пинское княжество (ок. 1168—1521). Столица — Пинск (Пинеск).
- Пожарское княжество (ок. 1390—1470).
- Полоцкое княжество (ок. 960—1307/1399). Столица — Полоцк (Полотеск). 1307 → ВКЛ. + Категория:Князья полоцкие
- Понизье («Выгонцы Галицкие») (? — 1240-е) — между Днестром и Карпатами (территория будущей Молдавии). Столица (?) Берладь (Бырлад). Вошло в состав Золотой Орды.
- Поросское княжество (? — ?). Столица — Торческ.
- Порховское княжество (1386—1442). Столица — Порхов. 1404 → ВКЛ.
- Прозоровское княжество (ок. 1408—1460). Столица — Прозоров (ныне село Прозорово).
- Пронское княжество (1129—1465). Столица — Пронск. С середины XIV в. великое княжество. +Категория:Князья пронские
- Псковская феодальная республика (XI в.—1510). Столица — Псков (Плесков).
- Путивльское княжество (ок. 1150—1500). Столица — Путивль.
- Радонежское княжество (1410—1425). Столица — Радонеж.
- Репейское княжество (? — ?). Столица — Ропеск.
- Ржевское княжество (1408—1410, 1462—1526). Столица — Ржев.
- Романовское княжество (? — ?). Столица — Романов
- Ромодановское княжество (ок. 1410—1440). Столица — Ромоданово
- Ростово-Суздальская земля (Северо-Восточная Русь)
- Ростовское княжество (ок. 989—1474). Столица — Ростов. + Категория:Князья ростовские
- Рузское княжество (1494—1503). Столица — Руза.
- Рыльское княжество (ок. 1152—1523). Столица — Рыльск. + Категория:Князья рыльские
- Рязанское княжество (1129—1510). Столица — Рязань (Старая), после 1237 — Переяславль-Рязанский (ныне Рязань). С конца XIII в. великое княжество. + Категория:Князья рязанские
- Ряполовское княжество (ок. 1390—1440). Столица — Ряполово.
- Серпуховское княжество (1341—1473). + Категория:Князья серпуховские
- Сицкое княжество (ок. 1408—1460). Столица неизвестна. По реке Сить (приток Мологи)
- Слонимское княжество (ок. 1245—1260-е). Столица — Услоним (Слоним, Вслоним).
- Слуцкое княжество (ок. 1240—1587). Столица — Слуцк (Случеск).
- Смоленское княжество (ок. 990—1404). Столица — Смоленск. → ВКЛ. + Категория:Князья смоленские
- Сновское княжество (? — ?). Столица — Сновск.
- Спажское княжество (? — ?). Столица — Спашь (Испаш). → ВКМ (Новосильский удел).
- Старицкое княжество (1519—1563). Столица — Старица. + Категория:Князья старицкие
- Стародубское княжество (1238—1460). Столица — Стародуб. +Категория:Князья стародубские
- Стародубское княжество (ВКЛ) (литовский удел около 1406—1503). Столица — Стародуб Черниговский.
- Сугорское княжество (ок. 1345—1375).
- Судское княжество (1455—1510) Столица село — Судка
- Суздальское княжество. Столица — Суздаль.
- Суздальско-Нижегородское великое княжество (1238—1424). Столица — Суздаль, с ок. 1350 Нижний Новгород
- Тарусское княжество (1246—1392). Столица — Таруса. → ВКМ 1392.
- Тверское великое княжество (1242—1490). Столица — Тверь. + Категория:Князья тверские
- Телятевский удел (1397—1437).
- Теребовльское княжество (ок. 1085—1141). Столица — Теребовль.
- Тмутараканское княжество (ок. 988—1100). Столица — Тмутаракань.
- Торопецкое княжество (1167—1320). Столица — Торопец (Торопеч). 1355/62 → ВКЛ.
- Трепольское княжество. (1162—1180). Столица — Треполь.
- Тростенское княжество (ок. 1460—1490). Столица в волости Тростена. → ВКМ 1490.
- Трубчевское княжество (ок. 1392—1500). Столица — Трубчевск (Трубец).
- Турово-Пинское княжество (ок. 998—1168), Туровское княжество (ок. 1168—1540). Столица — Туров. + Категория:Князья туровские.
- Углицкое княжество (1216—1605). Столица — Углич. +Категория:Князья угличские
- Устивское княжество 14 век. Столица — Устье (ныне село Усты).
- Устюжское княжество (1364—1474). Столица — Великий Устюг.
- Ухорское княжество (Угорское) (ок. 1420—1470). Столица неизвестна.
- Ухтомское княжество (ок. 1410—1450). Столица неизвестна.
- Фоминско-Березуйское княжество (ок. 1206—1404). Столица — Фоминское (Фоминский Городок). → ВКМ.
- Холмское княжество (Юго-Западная Русь) (1263—1366). Столица — Холм (ныне Хелм в Польше).
- Холмское княжество (Северо-Восточная Русь) (1319—1508). Столица — Холм (ныне село Погорелое Городище). + Категория:Князья холмские
- Червенское княжество (? — ?) — Червенская земля (Червенские города). Столица Червень.
- Черниговское княжество (1024—1330). Столица — Чернигов. + Категория:Князья черниговские
- Чернятинский удел (1406—1490).
- Чарторыйское княжество. Столица — Черторыйск.
- Шекснинское княжество (ок. 1350—1480). Столица неизвестна.
- Шелешпанское княжество (ок. 1375—1410).
- Шехонское княжество (Пошехонское) (ок. 1410—1460). Столица — Княжич Городок.
- Шуйское княжество (1387—1420). Столица — Шуя.
- Шуморовское княжество (ок. 1365—1420). Столица — село Шуморово.
- Шумское княжество. Столица — Шумск.
- Юрьевское княжество (ок. 1212—1345). Столица — Юрьев-Польский.
- Ярославское княжество (1218—1463). Столица — Ярославль.